# 진해선

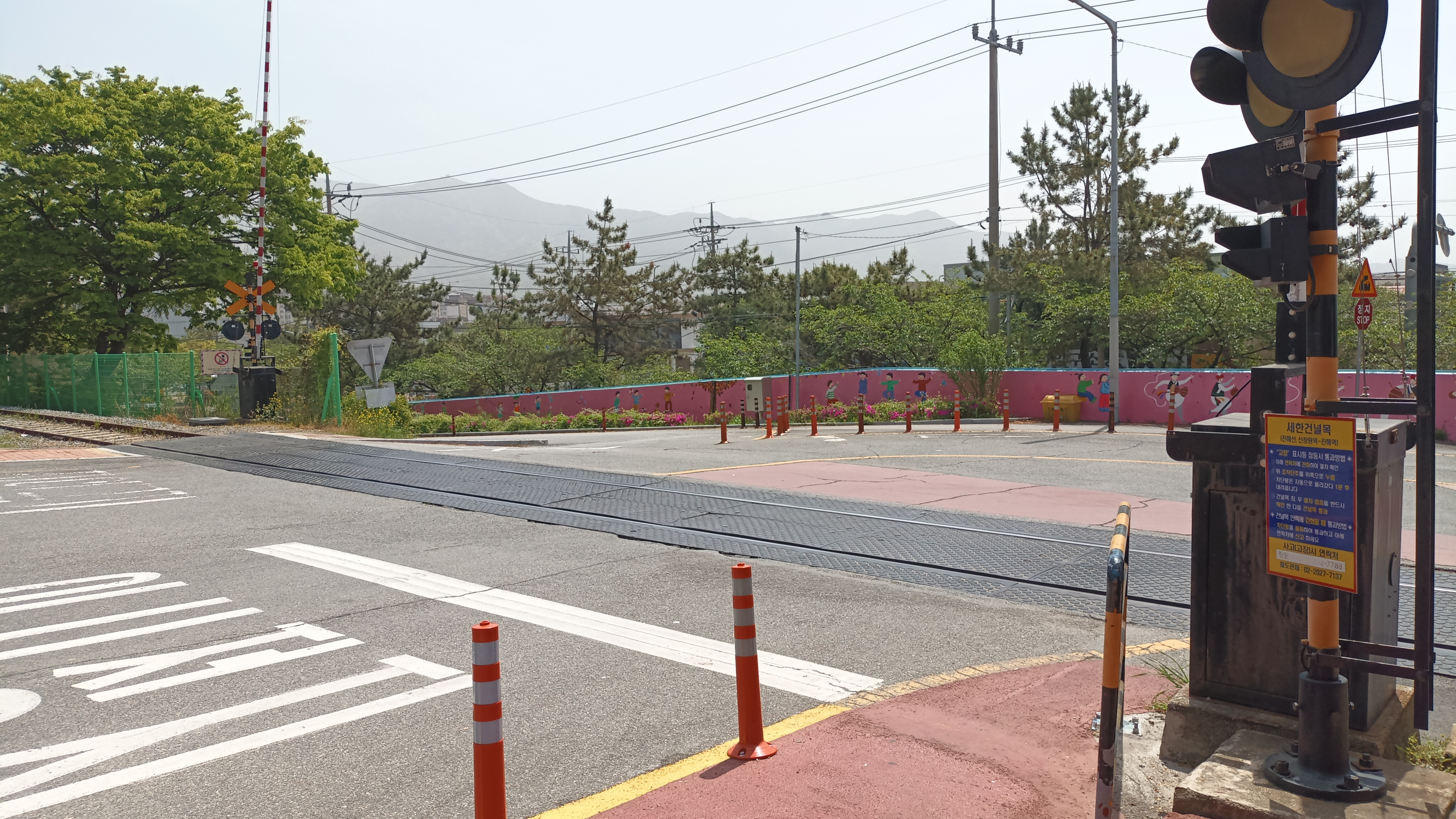
진해선 세한건널목, 창원시 진해구 경화동 진해구 병암북로 4

진해선(鎭海線)은 경상남도 창원시 의창구 동정동의 창원역과 진해구 통해역을 연결하는 한국철도공사의 철도 노선으로, 경전선의 지선이다.

## 개요
진해선의 건설은 일제강점기 당시, 진해의 지리적 조건에 착안하여 설치된 일본제국해군의 해군 기지를 유지하고, 민간용 진해항의 인입철도로서 계획되어 건설된 것으로 보인다. 만철위탁경영기에 진해선의 착공이 이루어졌으나, 이후 위탁이 해제되어 조선총독부 직영체제가 된 1926년에 완공되었다. 건설에 관한 상세한 내막은 확인되고 있지 않다.
해방이후 창원시 지역의 기계공단 건설을 위해서 1981년에 노선의 이설이 이루어졌으며, 이 과정에서 상남역을 폐지하고 남창원역을 신설하였으며, 성주사역의 위치가 변경되었다. 이 이후에 역 건물의 개축 및 철거가 이루어졌으나, 시설물에는 큰 변화가 없었다. 2015년 2월 정기 여객 열차의 운행을 중지한 이후 현재에 이른다.
2021년 1월 26일, 창원시가 새로 추진할 창원 도시철도 노선 중 창원 도시철도 2호선을 진해선을 활용하여 건설하는 것을 추진하겠다고 밝혔다.

## 연혁
- 1921년 10월 10일 - 진해선 창원-진해 간 착공.
- 1926년 11월 11일 : 창원-진해 간 22.7km 완공[3]
- 1961년 1월 1일 : 통제부역 영업 개시[4]
- 1961년 5월 10일 : 용원역 영업 개시[5]
- 1978년 3월 15일 : 용원~경화 간 9.8km 선로이설공사 착수[6]
- 1981년 1월 15일 : 용원역 폐지, 신창원역 영업 개시[7]
- 1981년 10월 5일 : 신창원-경화간 이설, 상남역 폐지, 남창원역 영업개시, 성주사역 이전[8]
- 1986년 4월 21일 : 통제부역이 통해역으로 개칭[9]
- 2006년 11월 1일 : 통근열차 폐지, 동시에 대구 ~ 진해간 KTX 연계 새마을호 운행 시작, 남창원역·성주사역·경화역이 여객 취급을 중지함.[10]
- 2012년 7월 25일: 경부고속철도 대구 도심 구간 공사로 새마을호 운행 구간이 동대구~진해로 단축.
- 2012년 11월 1일: 동대구역 출발 새마을호 폐지, 동시에 마산 ~ 진해간 무궁화호 운행 시작.
- 2015년 2월 1일 : 정기 여객열차 운행 중지[11]
- 2019년 4월 17일 : 철도 노선번호 변경에 따라 30701로 변경[12]

## 노선 특성
이 노선의 열차 운행은 정기 운행하는 통근열차와, 관광 목적 등의 임시열차가 주류를 이루었으나, 2006년 11월 1일을 기하여 통근열차가 폐지되었다. 그대신 대구역과 진해역을 왕복하는 새마을호가 1일 왕복 2회 운행했다. KTX 환승수요로 인해 2007년 6월부터는 1일 왕복 8회 운행되었다.
그러나 2010년 12월 15일 마산역까지 KTX운행이 시작되자, 여객수요가 감소하여 2012년 11월 1일부터 새마을호를 폐지하고 마산~진해간 무궁화호가 하행 6회, 상행 7회 운행하였다. 2013년 7월 15일부터 1일 왕복 2회로 단축되었으며, 민영화를 검토했으나 철도노조의 반발로 무산되었다. 결국 2015년 1월 31일을 끝으로 정기 여객열차 운행이 중단되었다.
진해군항제 기간에만 여객열차를 하루에 약 4번씩 여객열차를 운행했으나, 2016년 진해군항제 임시 셔틀열차마저 운행중단되었다. 현재 전 역이 여객 영업을 하지 않는다.
진해선의 연선에는 현대로템의 철도차량 공장 등 각종 산업 및 특수 시설이 있다. 진해선은 이들 시설에 대한 화물 수송에 중요한 기능을 하고 있다. 진해선 지선 행암선(구 사비선) 화물열차만 운행하고 있다.
진해선 창원~신창원 간에는 전차선이 가설되어 있었으나, 이것은 현대로템 사에서 제작한 전기철도차량의 시험 및 회송 등의 용도로만 이루어져서 한국철도공사측의 본선 열차들은 이용하지 않았다. 경전선 복선전철화에 따라 창원역 부근의 선로가 이전되면서 이들 전차선은 모두 철거된 상태이다.
과거 통근열차 운행이 이루어지던 당시 진해선 통해역은 영업거리표 상에 등재되어 있고, 여객 취급이 이루어지는 것으로 표시되어 있으나, 해군기지사령부 내에 위치하고 있어 군인이나 군무원 이외에는 이용할 수 없는 역이며 군항제 기간에는 일반인 출입이 가능하다. 이러한 통근열차가 운행하였으나 일반 이용이 통제된 역으로 괴동선의 제철역이 있었으나, 제철역은 통해역과 달리 영업거리표에 등재되어 있지 않다. 2006년에 이르러 현재 이런 특이한 영업태는 전부 폐지되었다.

## 진해선의 교통량
2013년도 철도통계연보에 따르면 진해선을 경유하는 정기열차의 열차운행 빈도는 다음과 같다.(단위: 회/일, 작성기준: 편도, 주중)
| 선구      | 선로용량 | 일반여객 | 컨테이너 | 일반화물 | 운행총계 |
| --------- | -------- | -------- | -------- | -------- | -------- |
| 창원~진해 | 34       | 2        | 4        | 8        | 14       |

## 차량
- 동차
  - 무궁화호 개조형 디젤 액압 동차

이 외에 임시열차로 운행하는 무궁화호 등이 존재한다.
과거에 운행하던 차량은 다음과 같다.
- 동차
  - 통근형 디젤 액압 동차
  - CDC
  - 새마을형 디젤 액압 동차

## 역 목록
현재의 진해선 역 목록 및 영업거리(1981년 10월 5일 이후)는 다음과 같다.
| 역명   | 로마자 역명 | 한자 역명 | 역간거리 (km) | 영업거리 (km) | 접속 노선 | 소재지   | 소재지 | 비고             |
| ------ | ----------- | --------- | ------------- | ------------- | --------- | -------- | ------ | ---------------- |
| 창원   | Changwon    | 昌原      | 0.0           | 0.0           | 경전선    | 경상남도 | 창원시 |                  |
| 신창원 | Sinchangwon | 新昌原    | 4.8           | 4.8           |           | 경상남도 | 창원시 | 구 용원역        |
| 남창원 | Namchangwon | 南昌原    | 4.4           | 9.2           |           | 경상남도 | 창원시 | 구 상남역        |
| 성주사 | Seongjusa   | 聖住寺    | 3.6           | 12.8          |           | 경상남도 | 창원시 |                  |
| 경화   | Gyeonghwa   | 慶和      | 4.1           | 16.9          |           | 경상남도 | 창원시 |                  |
| 진해   | Jinhae      | 鎭海      | 2.6           | 19.5          |           | 경상남도 | 창원시 |                  |
| 통해   | Tonghae     | 統海      | 1.7           | 21.2          |           | 경상남도 | 창원시 | 일반인 이용 불가 |

1978년 10월 5일 이전의 역 목록 및 영업 거리는 다음과 같다. 로마자 역명은 당시의 로마자 표기법을 따른 것이며, 한자 역명은 해당 지역명의 한자 표기를 참조하여 기재한 것이다.
| 역명   | 로마자 역명 | 한자 역명 | 역간거리 (km) | 영업거리 (km) |
| ------ | ----------- | --------- | ------------- | ------------- |
| 용원   | Yongweon    | 龍院      | 4.7           | 4.7           |
| 상남   | Sangnam     | 上南      | 4.4           | 9.1           |
| 성주사 | Seongjusa   | 聖住寺    | 4.4           | 13.5          |
| 경화   | Gyeonghwa   | 慶和      | 4.4           | 17.9          |

## 사진

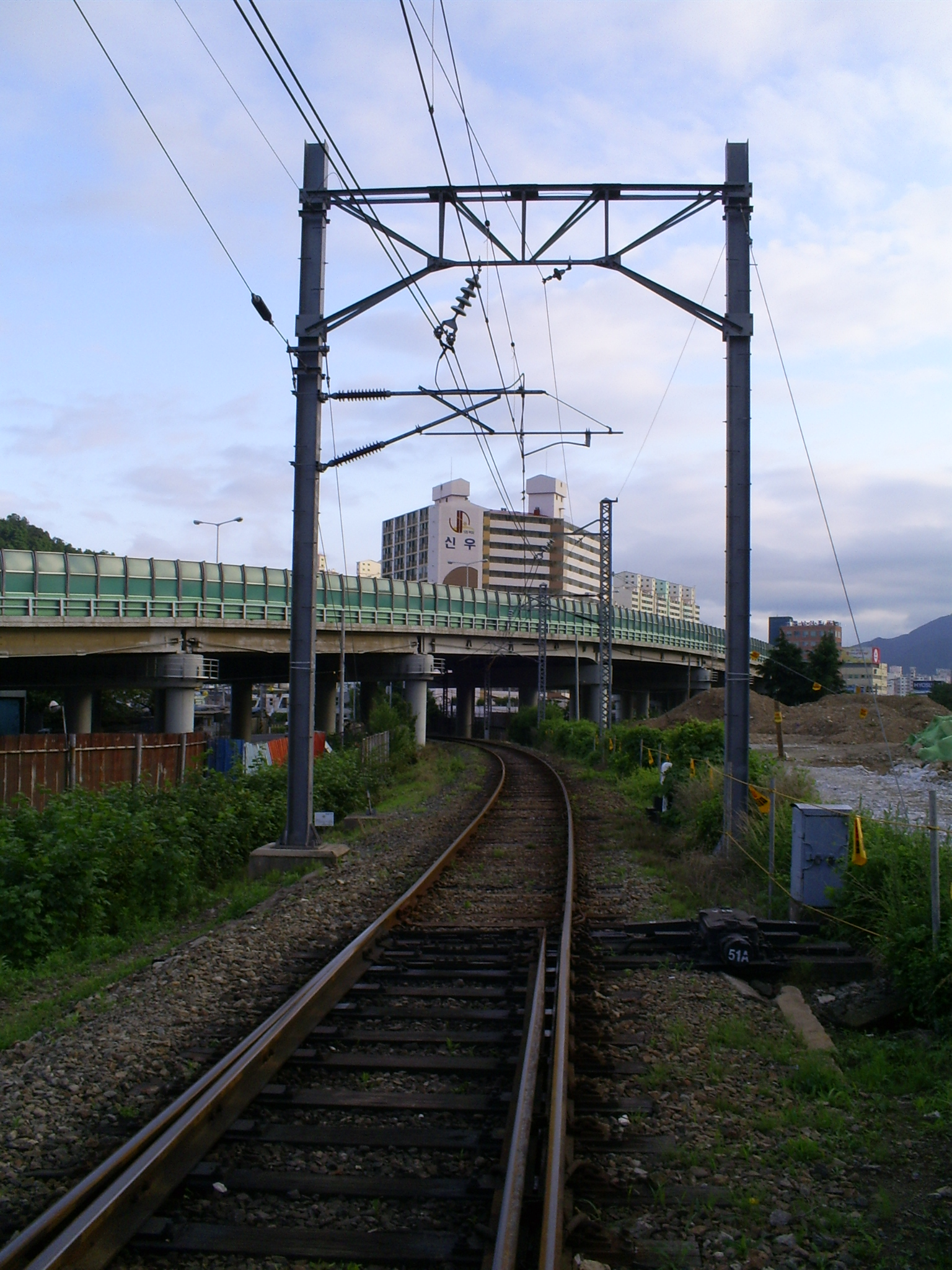
진해선 시점(2008년)

## 같이 보기
- 경전선